# Permská oblast
Permská oblast byl administrativní subjekt v Ruské federaci. Byl zrušen 1. prosince 2005 jako výsledek referenda, které se konalo v říjnu stejného roku. Oblast byla sloučena s Komi-Permjackým autonomním okruhem za vzniku Permského kraje. 
Oblastním střediskem bylo město Perm. Oblast zabírala 160 600 km² a podle údajů z roku 2002 zde žilo přibližně 2 819 421 obyvatel.

## Historie
Permská oblast vznikla 3. října 1938.
7. prosince 2003 proběhlo referendum, na jehož základě byl 25. března 2004 (sloučením Permské oblasti a Komi-Permjackého autonomního okruhu) vytvořen federálním zákonem Permský kraj, s účinností od 1. prosince 2005.

## Symboly

### Vlajka
Vlajka Permské oblasti byla tvořena listem o poměru stran 2:3 rozděleným bílým křížem na čtyři stejná pole (nahoře červené a modré, dole modré a červené). Šířka ramen kříže odpovídala 1/4 šířky (tj. 1/6 délky) listu. Uprostřed kříže byl znak Permské oblasti, jehož výška odpovídala 2/5 šířky vlajky.
Po sloučení s Komi-Permjackým autonomním okruhem a vzniku Permského kraje převzal kraj vlajku oblasti a vlajka nově vzniklého kraje je tak shodná s vlajkou zaniklé oblasti.

## Geografie
Oblast sousedila (od severu ve směru hodinových ručiček) s Komijskou republikou, Sverdlovskou oblastí, Baškortostánem, Udmurtskem a Kirovskou oblastí.